# لوون مانوچاریان
لوون نیکلایی مانوچاریان (ارمنی: Լևոն Նիկոլայի Մանուչարյան؛  زادهٔ ۷ اوت ۱۸۹۰ - درگذشته ۱۱ ژوئیهٔ ۱۹۷۴) یک نقشه‌بردار و استاد اهل ارمنستان بود.	

## زندگی‌نامه
در ۷ اوت ۱۸۹۰ در تفلیس به دنیا آمد و از دانشگاه دولتی زمین‌سنجی و نقشه‌نگاری مسکو (۱۹۱۶) فارغ‌التحصیل شد. وی در دانشگاه ملی پلی‌تکنیک ارمنستان فعالیت می‌کرد.  وی همچنین برنده دانشمند شایسته ارمنستان شوروی (۱۹۶۰) و نشان پرچم سرخ شده است. وی در ۱۱ ژوئیهٔ ۱۹۷۴ در سن ۸۳ سالگی در ایروان درگذشت.

## یادداشت
1. ↑  տեխնիկական գիտությունների դոկտոր